# Jeanette Biedermannová
Jeanette Biedermannová (nepřechýleně Jeanette Biedermann; * 22. února 1980 Berlín, NDR) je německá zpěvačka, skladatelka a herečka televizních seriálů.

## Životopis
Jeanette se narodila jako jediné dítě Marion a Berndu Biedermannovým v Berlíně. V šesti letech začala hrát profesionálně na jevišti cirkusu Lilliput, kde se stala členem skupinky akrobatů. V roce 1998 se účastnila soutěže talentů Bild Schlagerwettbewerb, kde ji porota ve složení Jörg Hellwig, Jürgen Drews, Dieter Thomas Heck a Vicky Leandros určila vítězem. Posléze dostala Jeanette nabídku od televize RTL na roli Marie Balzerové v úspěšné a kultovní sérii "Gute Zeiten, Schlechte Zeiten".

## Diskografie

### Alba
- Enjoy! (2000)
- Delicious (2001)
- Rock My Life (2002)
- Break On Through (2003)
- Merry Christmas (2004)
- Naked Truth (2006)
- Undress to the Beat (2009)

### Singly
- Go Back
- Will You Be There
- How It's Got to Be/No Style!
- No More Tears
- Sunny Day
- Rock My Life
- We've Got Tonight
- It's Over Now
- Right Now
- Rockin' on Heaven's Floor
- No Eternity
- Hold the Line
- Run With Me
- The Infant Light
- Bad Girls Club
- Endless Love
- Heat of the Summer
- Undress to the Beat
- Material Boy (Don't Look Back)

### DVD
- Delicious Tour
- Rock My Life Tour
- Break on Through Tour
- Naked Truth Live At Bad Girls Club

## Filmografie
- 1999–2004: Gute Zeiten, schlechte Zeiten (seriál RTL) jako Marie Balzer
- 2001: Der kleine Eisbär jako Greta (hlas)
- 2002: South Park jako Susan (německý dabing) (episoda 415)
- 2004: Happy Friday (episoda 7)
- 2004: Hai-Alarm auf Mallorca
- 2004: Liebe ohne Rückfahrschein jako Julia Behrendt
- 2005: Racing Stripes jako Sandy (německý dabing)
- 2006: Over the Hedge as Heather (německý dabing)
- 2006: Tatort (TV seriál) jako Dana
- 2006: Pastewka
- 2007: Die ProSieben-Märchenstunde - König Drosselbart
- 2008: Die Treue-Testerin – Spezialauftrag Liebe jako Franziska Schrötter
- 2008: Dörte’s Dancing jako Dörte Brandt
- 2008: Winx Club jako Bloom (německý dabing)
- 2008-2009: Anna und die Liebe (telenovela) jako Anna Polauke